# برایان دارسی جیمز
برایان دارسی جیمز (انگلیسی: Brian d'Arcy James؛ زادهٔ ۲۹ ژوئن ۱۹۶۸) یک هنرپیشه و موسیقی‌دان اهل ایالات متحده آمریکا است.
از فیلم‌ها یا برنامه‌های تلویزیونی که وی در آن نقش داشته‌است می‌توان به همسر خوب، پذیرش، اسپات‌لایت و مارک فلت: مردی که کاخ سفید را به خاک سیاه نشاند اشاره کرد.